# Хартмансдорф (район Цвиккау)
Хартмансдорф (нем. Hartmannsdorf bei Kirchberg) — община в Германии, в земле Саксония. Подчиняется административному округу Кемниц. Входит в состав района Цвиккау.  Население составляет 1441 человек (на 31 декабря 2010 года). Занимает площадь 27,13 км².
Коммуна подразделяется на 2 сельских округа.